# 褐色钻石

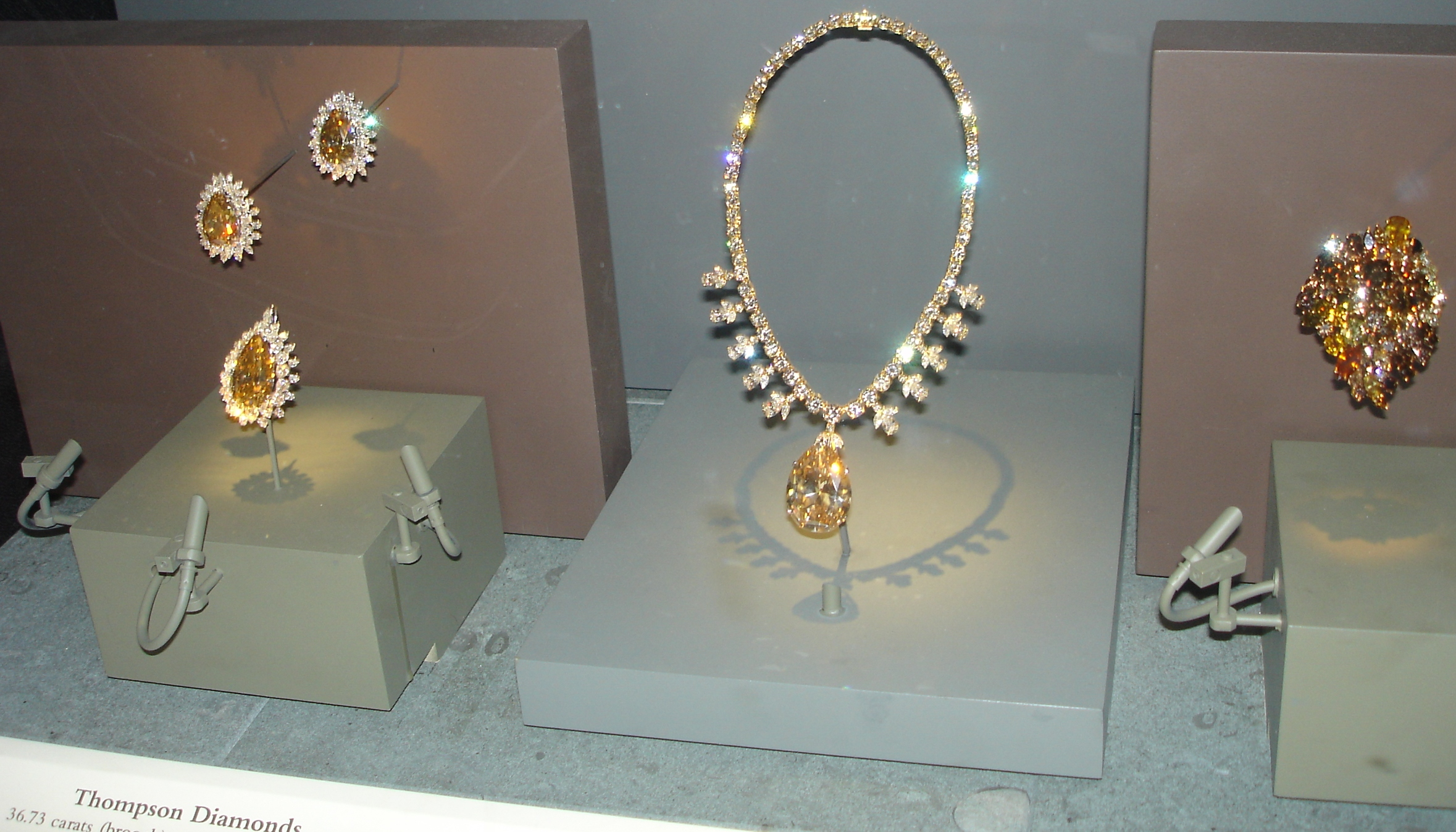
史密森尼学会收藏的褐色钻石。项链上的梨形垂饰重约67 carat。

褐色钻石是呈褐色的天然钻石，褐色是天然钻石最常见的颜色变种。褐色钻石曾经因反射光能力弱而不太用于做宝石，而主要用于工业。但是，随着技术进步和市场营销的推动，褐色钻石近些年也正被接受为宝石，尤其是在美国和澳大利亚。澳大利亚所出产的相当大比例的钻石为褐色钻石。科学界为揭示褐色的起源也做了大量研究，已经找到多种原因，如辐照、镍杂质和塑形形变导致的晶格缺陷，后者被认为是主要原因，尤其对于纯钻石。高温高压处理可以修复晶格缺陷，使褐色变成黄色甚至无色。

## 天然产状
天然生成的钻石可以呈多种颜色，如蓝、黄、绿、橙、粉红、褐色、灰色和黑色。1986年澳大利亚阿盖尔钻石矿开发之前，褐色钻石被认为不能用于制作首饰，只用于工业用途，甚至钻石颜色分级都不评估褐色钻石。但是，1980年代的市场营销策略改变了这种状况，褐色钻石开始成为受欢迎的宝石。这种改变主要是因为褐色钻石供应大幅增加，阿盖尔钻石矿每年生产350万克拉(7,000 kg)钻石，约占全球天然钻石产量的三分之一，阿盖尔所产钻石的80%为褐色。其他矿所产钻石中，褐色钻石所占比例较低，但总是有一定比例的褐色钻石。后来，科学研究阐明了褐色的起源，并发展出去除褐色的方法。

## 褐色名钻
- 金色陛下钻石（英语：Golden Jubilee Diamond）是当前世界上最大的切割钻石，1985年发现于南非戴比尔斯公司第一钻石矿（英语：Premier mine），重755.5克拉(151 g)。该钻石切割后重545.67克拉(109.13 g)，1995年被泰国商人买走。这颗钻石送给了泰国国王普密蓬·阿杜德，作为他登基五十周年的礼物，普密蓬·阿杜德将之命名为金色陛下钻石[7]。

- 地球之星钻是戴比尔斯公司亚格斯丰坦矿（英语：Jagersfontein Mine）在1967年5月16日产出的一颗钻石。这颗钻石出自760米深处的含钻石火山管。这颗钻石原重248.9克拉（49.78克），切割成重111.59克拉（22.318克）的梨形宝石，带有夺目的褐色和光辉。这颗钻石在1983年以90万美元的价格出售[8][9]。

- 南方之星钻（英语：Star of the South） (原名为葡萄牙语"Estrela do Sul")是巴西发现的最大钻石之一，是巴西第一颗赢得国际赞誉的钻石[10]。这颗钻石于1853年被一名女黑奴所发现，她因此获得自由和终身抚恤金。这颗钻石被切割成枕形，重128.48克拉（25.696克）。这颗钻石很长一段时间被认为是女性所发现的最大钻石[11]，直到1980年一个女孩发现了代无与伦比钻 (Incomparable Diamond)。南方之星钻颜色等级为淡粉褐色。

- 无与伦比钻也是非洲所产钻石，世界上已发现的最大钻石之一(890克拉（178克）)。1984年，一个小女孩在刚果（金）MIBA（英语：Societé minière de Bakwanga）矿业公司的钻石矿的一片垃圾碎石堆中发现了这颗钻石。这片粗石是在开采过程中被丢弃的，因为块太大，不大可能有钻石。这块钻石切割前是世界最大褐色钻石，在所有颜色钻石中是第四大钻石，位列库里南钻石 (3,106.75克拉（621.350克）)、埃克塞尔西奥（英语：Excelsior Diamond） (995克拉（199.0克）)和塞拉里昂之星钻（英语：Star of Sierra Leone）(968.9克拉（193.78克）)之后[12]。这颗钻石的主人原计划将其切割成世界最大的宝石，但是为减少内部缺陷的数目，最终切割成407.5克拉（81.50克）的宝石，但依然是世界第三大切割钻石，仅次于卡利南一世和金色陛下钻石[12][13][14]。1984年11月，成品钻石展出：一个切割成三角形切面的梨型(triolette)的重407.48克拉（81.496克）的单个黄金钻，另有14颗宝石。从钻石上切割下来的几颗宝石的颜色变化非常鲜明，从近乎无色，到深黄褐色。切割下来的最大颗钻石依然叫“无与伦比钻”，钻石净度在1988年被美国宝石学会（英语：Gemological Institute of America）评定为内无暇[13]。

- 莱索托皇冠于1967年产自莱索托莱辛钻石矿（英语：Letseng diamond mine）。这颗钻石未切割加工前重约601克拉（120.2克），在1968年被切割成18颗钻石，抛光之后，总重 252.40克拉（50.480克）。最大的一颗重71.73克拉（14.346克），颜色为祖母绿，名为莱索托一世。第三重的一颗命名为莱索托三世，40.42克拉（8.084克），马眼形，曾被亚里士多德·奥纳西斯送给杰奎琳·肯尼迪。莱索托三世镶嵌在一枚白金戒指上，这枚戒指由海瑞·温斯顿（英语：Harry Winston）出品，估值60万美元，但是在1996年4月杰奎琳的身后财产拍卖会上拍出了$2,587,500万美元的高价。莱索托一世在2008年11月19日在日内瓦苏富比一次珠宝拍卖会上拍卖，但没有成交。在此次拍卖会前估值为3,360,000到5,600,000 瑞士法郎，相当于$2,783,894 到 $4,639,824 美元。拍卖时的说明指出，出售者从1969年从海瑞·温斯顿购得此钻石者[15]。 莱索托一世净度为VVS2, 抛光优秀和对称优秀(excellent polish and excellent symmetry)。莱索托一世及其他几颗钻石的颜色为浅褐色，但是拍卖会说明没有提及颜色评级。

## 褐色起源

### 辐照

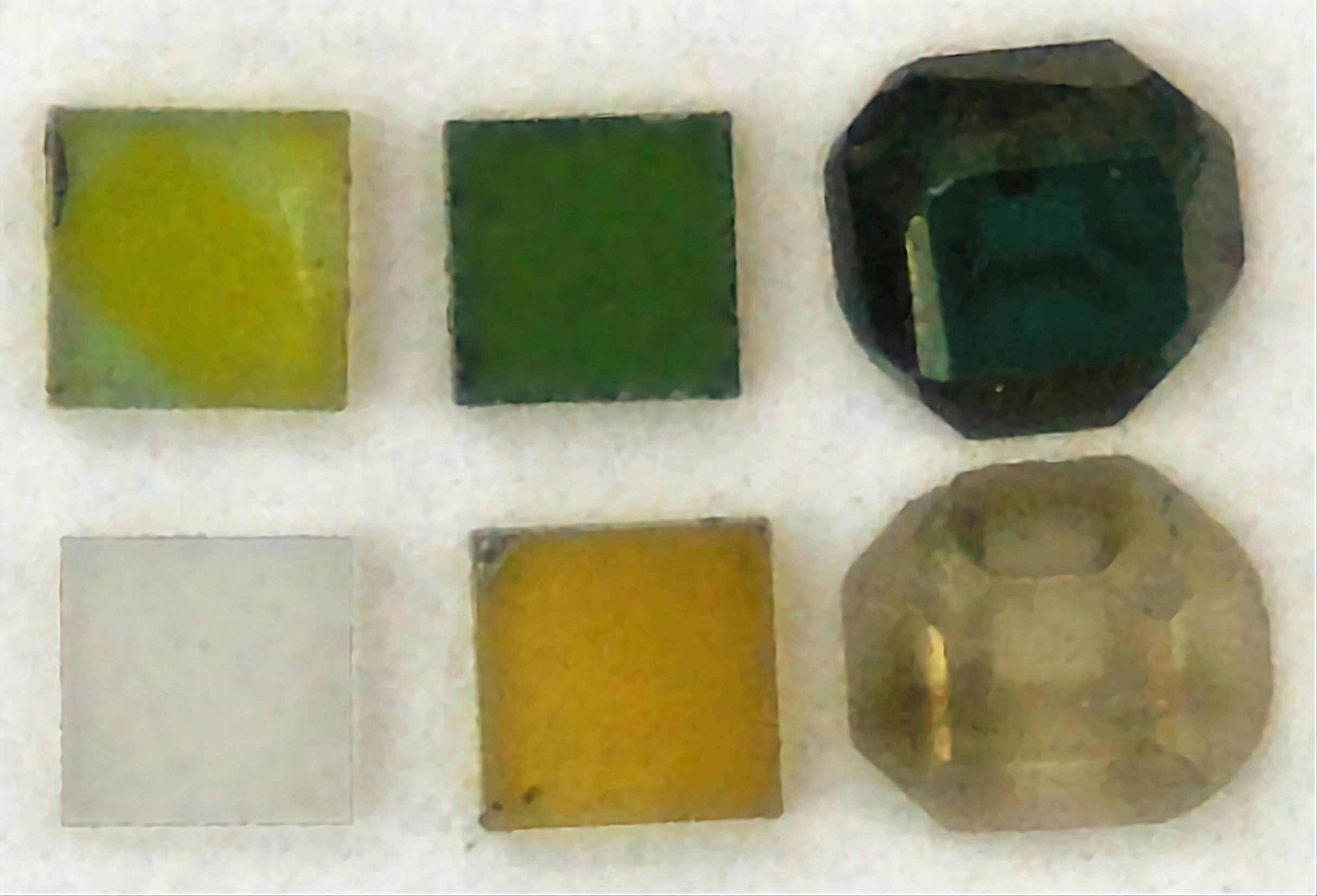
辐照和退火前后的纯钻石。从左下顺时针依次为：1) 初始 (2×2 mm) 2–4) 不同剂量的 2-MeV 电子辐照 5–6) 不同剂量和在800°C温度退火下辐照

钻石受高能粒子 (电子、离子、中子或伽马射线)辐照，可以击出碳原子，使晶格里产生空位。这些空位能在纯透明的钻石里产生色心，在黄钻石里产生黄绿颜色。黄钻石的颜色是晶格里碳原子被氮原子取代造成的。加热受辐照的钻石至600°C温度之上，会造成与空位聚集相关的褐色，不管有没有氮原子。
辐照和退火处理可以天然发生，因为钻石常与辐射阿尔法粒子的含铀矿石共存。但是，因此产生的颜色，只发生在钻石表面几微米厚的一层。用电子、中子或伽马射线对钻石进行人工处理可以使钻石带上均匀的颜色。辐照处理可以使钻石产生特征明锐光吸收线，这可由光谱技术检测到。

### 褐色人造钻石
用数吉帕斯卡的高压和1500 °C以上的高温处理石墨，可以使石墨变成钻石，这种人造钻石一般富含氮，氮以单原子的形式分散在晶格之间，使钻石呈黄色。人造钻石过程中，常需添加镍，以加快石墨向钻石的转化。镍和氮进入钻石里，使钻石呈褐色。镍可通过特征光吸收检测到，这种光信号是检测这种钻石的简易手段。

### 天然褐色钻石
辐照和镍杂质带来的褐色可由光谱测量（如光吸收）检测出来，而大多数天然褐色钻石并没有特征吸收峰。研究取得的共识认为，这些天然钻石的褐色是塑性形变带来的大的空位团造成，但这种成因只对IIa型天然钻石来说比较可靠。最近研究结果表明，这些大的空位团很可能还是其他类型钻石的成因 。这些晶格缺陷很可能是以上著名钻石的成因。

### 热处理褐色钻石
钻石的晶格缺陷可能使钻石呈褐色，这可用于发展把褐色钻石转化成淡黄色甚至无色的钻石的技术：6–10 GPa的高压和1600℃以上的高温可愈合钻石的晶格缺陷。这一技术在俄罗斯和美国多个实验室都实现过。1999年3月，卡普兰国际下属公司比利时安特卫普的Pegasus Overseas Ltd (POL)开始营销经通用电气 (GE)处理的这种钻石。这种钻石因此称为GE POL (或GEPOL)，在美国市场上名为Bellataire钻石。这种处理工艺很受认可，每颗经此工艺处理的钻石的腰棱上都会用激光刻上厘米大小的字样“GEPOL”。2004年，通用电气的钻石部门被利特尔约翰公司收购，重新命名为钻石创新(Diamond Innovations)。自1999年来，全世界多家公司都采用了这种技术，并各自采用不同的品牌标记加工过的钻石。